# Valerio Conti
Valerio Conti (Rome, 30 maart 1993) is een Italiaans wielrenner die anno 2024 rijdt voor Team Corratec-Vini Fantini.

## Carrière
In 2016 won Conti de dertiende etappe in de Ronde van Spanje door op zo'n twintig kilometer van de aankomst weg te rijden bij zijn medevluchters en op de eindstreep 55 seconden voorsprong over te houden.
In 2019 veroverde Conti in de zesde etappe van de Ronde van Italië de roze leiderstrui. Hij eindigde in deze rit naar San Giovanni Rotondo als tweede achter medevluchter Fausto Masnada. Conti zou de roze trui in de lastige twaalfde etappe naar Pinerolo verliezen aan zijn Sloveense teamgenoot Jan Polanc. De Romein zou deze giro niet uitrijden. Conti startte niet meer in de achttiende etappe. De Italiaan had te veel last van een ontsteking aan het scrotum, in het wielrennen ook wel de derde bal genoemd.

## Overwinningen
2010
1e etappe Tre Bresciana
2011
Trofeo Guido Dorigo
Proloog en 3e etappe Tre Bresciana
Eindklassement Tre Bresciana
1e etappe Trofeo Karlsberg
2014
GP Bruno Beghelli
2015
6e etappe Ronde van Japan
Puntenklassement Ronde van Japan
2016
13e etappe Ronde van Spanje
2020
Trofeo Matteotti

## Resultaten in voornaamste wedstrijden
| Jaar | Ronde van Italië | Ronde van Frankrijk | Ronde van Spanje |
| ---- | ---------------- | ------------------- | ---------------- |
| 2014 |                  |                     | 112e             |
| 2015 |                  |                     | 151e             |
| 2016 | 27e              |                     | 66e (1)          |
| 2017 | 68e              |                     |                  |
| 2018 | 24e              |                     | 60e              |
| 2019 | opgave           |                     | 70e              |
| 2020 | 101e             |                     |                  |
| 2021 | 89e              |                     |                  |
| 2022 | opgave           |                     |                  |
| 2023 | opgave           |                     |                  |
| 2024 |                  |                     |                  |

| Jaar | Milaan-San Remo | Amstel Gold Race | Luik-Bast.‑Luik | Ronde van Lombardije | Waalse Pijl |  | Wereldranglijsten |
| ---- | --------------- | ---------------- | --------------- | -------------------- | ----------- |  | ----------------- |
| 2014 |                 |                  |                 | 71e                  |             |  |                   |
| 2015 |                 | opgave           | opgave          | 81e                  | 91e         |  |                   |
| 2016 |                 | 109e             | opgave          |                      | opgave      |  | 136e (UWT)        |
| 2017 |                 |                  |                 | 35e                  |             |  | 138e (UWT)        |
| 2018 |                 |                  |                 |                      |             |  |                   |
| 2019 |                 |                  |                 |                      |             |  |                   |
| 2020 |                 |                  |                 | opgave               |             |  |                   |
| 2021 |                 |                  |                 |                      |             |  |                   |
| 2022 |                 | opgave           |                 |                      |             |  |                   |
| 2023 |                 |                  |                 |                      |             |  |                   |
| 2024 | 123e            |                  |                 |                      |             |  |                   |

## Ploegen
- 2013 –  Lampre-Merida (stagiair vanaf 1 augustus)
- 2014 –  Lampre-Merida
- 2015 –  Lampre-Merida
- 2016 –  Lampre-Merida
- 2017 –  UAE Team Emirates[a]
- 2018 –  UAE Team Emirates
- 2019 –  UAE Team Emirates
- 2020 –  UAE Team Emirates
- 2021 –  UAE Team Emirates
- 2022 –  Astana Qazaqstan
- 2023 –  Team Corratec-Selle Italia[b]
- 2024 –  Team Corratec-Vini Fantini
- 2025 –  Toscana Factory Team Vini Fantini

Anacona ·
Bono ·  
Cattaneo ·
Cimolai ·   
Cunego ·
Dodi ·
Đurasek ·
Favilli ·
Ferrari ·
Graziato ·
Lloyd ·
Malori ·
Mori ·
Niemiec ·
Palini ·
Petacchi (tot 23/04) ·
Pietropolli ·
Polanc ·
Pozzato ·
Richeze ·
Scarponi ·
Serpa ·
Stortoni ·
Ubeto ·
Ulissi ·
Viganò ·
Wackermann ·
Bonifazio (stagiair) ·
Cambianica (stagiair) ·
Conti (stagiair)
Anacona · Bonifazio · Bono · Cattaneo · Cimolai · Conti · Costa  · Cunego · Dodi · Đurasek · Favilli · Ferrari · Horner · Modolo · Mori · Niemiec · Oliviera · Palini · Polanc · Pozzato · Richeze · Serpa · Ulissi · Valls · Wackermann · Xu · Kasjavy (stagiair) · Vaccher (stagiair)
Bonifazio · Bono · Cattaneo · Cimolai · Conti · M. Costa · R. Costa · Đurasek · Feng · Ferrari · Grmay · Kasjavy · Modolo · Mori · Niemiec · Oliviera · Pibernik · Plaza · Polanc · Pozzato · Richeze · Serpa · Ulissi · Valls · Xu · Ganna (stagiair) · Pacioni (stagiair) · Ravasi (stagiair)
Arashiro · Bono · Cattaneo · Cimolai · Conti · M. Costa · R. Costa · Đurasek · Feng · Ferrari · Grmay · Kasjavy · Kump · Meintjes · Modolo · Mohorič · Mori · Niemiec · Petilli · Pibernik · Polanc · Ulissi · Xu · Zurlo · Masnada (stagiair) · Ravasi (stagiair) · Troia (stagiair)
Aït el Abdia · Atapuma · Bono · Consonni · Conti · Costa · Đurasek · Ferrari · Ganna · Guardini · Kump · Laengen · Marcato · Meintjes · Mirza · Modolo · Mohorič · Mori · Niemiec · Petilli · Polanc · Ravasi · Swift · Troia  · Ulissi · Zurlo · Lizde (stagiair) · Raboesjenka (stagiair) · Romano (stagiair)
Aït el Abdia · Aru · Atapuma · Bono · Bystrøm · Consonni · Conti · Costa · Đurasek · Ferrari · Ganna · Kristoff  · Laengen · Marcato · Martin · Mirza · Mori · Niemiec · Petilli · Polanc · Ravasi · Raboesjenka · Sutherland · Swift · Troia  · Ulissi
Aru · Bohli · Bystrøm · Consonni · Conti · Costa · Đurasek · Ferrari · Gaviria · Henao · Kristoff · Laengen · Marcato · Martin · Mirza · Molano · Mori · Muñoz · I. Oliveira · R. Oliveira · Petilli · Philipsen · Pogačar · Polanc · Ravasi · Raboesjenka · Sutherland · Troia  · Ulissi
Ardila · Aru · Bjerg · Bohli · Bystrøm · Conti · Costa · Covi · De la Cruz · Dombrowski · Formolo · Gaviria · Henao · Kristoff · Laengen · Marcato · McNulty · Mirza · Molano · Muñoz · I. Oliveira · R. Oliveira · Philipsen · Pogačar · Polanc · Ravasi · Raboesjenka · Richeze · Troia · Ulissi
Ardila · Ayuso (vanaf 15 juni) · Bjerg · Bystrøm · Conti · Costa · Covi · De la Cruz · Dombrowski · Fisher-Black (vanaf 14 juli) · Formolo · Gaviria · Gibbons · Hirschi · Kristoff · Laengen · Majka · Marcato · McNulty · Mirza · Molano · Muñoz · I. Oliveira · R. Oliveira · Pogačar · Polanc · Raboesjenka · Richeze · Trentin · Troia · Ulissi· Groß (stagiair)
Basso · Battistella · Boaro · Broesenski · Conti · de Bod · de la Cruz · Dombrowski · Fjodorov · Felline · Gazzoli (tot 10/8) · Gïdïç · Groezdev · Henao (tot 31/07) · López · Loetsenko · Martinelli · Moscon · Natarov · A. Nibali · V. Nibali · Nurlykhassym · Pronskïÿ · Raboesjenka · Romo · Scaroni (vanaf 28/07) · Tejada · Velasco · Zacharov · Zejts · Chzhan (stagiair) · Syritsa (stagiair)
Amella · Baldaccini · Barać · Conti · Dalla Valle · Gandin · Iacchi · Konychev · Masotto · Murgano · Olivero · Ponomar (vanaf 10/8) · Quarterman · Quartucci · Stojnić · Stöckli · Tivani · Vacek · van Empel · Viviani · Zambelli · Darbellay (stagiair) · Debons (stagiair) · Tsarenko (stagiair)
Amella · Baldaccini · Balmer (vanaf 14/5) · Bonifazio · Conti · Darbellay · Debons · Carlos González (vanaf 31/3) · Iacchi · Mareczko · Masotto · Monaco · Murgano · Olivero · Padoen · Ponomar · Samudio (vanaf 1/8) · Quartucci · Sbaragli · Stewart · Stöckli · Tsarenko · van Empel · Viviani · Zambelli · Bögli (stagiair) · Parravano (stagiair) · Tissières (stagiair)